# XV-24雷擊無人機
XV-24雷擊無人機（英語：LightningStrike）是一款由奧羅拉飛行科學公司和其夥伴勞斯萊斯以及霍尼韦尔共同研製的垂直起降實驗無人機。

## 發展
2016年3月3日，國防高等研究計劃署撥款奧羅拉飛行科學公司8,940萬美元，用於建造雷擊無人機。垂直起降實驗機（VTOL X-Plane）的計畫第二階段將於2018年9月之前製造兩架原型機。
首先完工一架20%比例重325lb（147kg）的示範機，機翼和鴨翼由碳複合材料和3D列印製成，並於2016年3月29日首飛。全尺寸飛機將被命名為XV-24A。
2018年4月，在小型驗證機實現VTOL X-Plane主要目標後，國防高等研究計劃署在飛行測試前取消了該項目。

### 設計
雷擊無人機採用傾斜翼設計，並採用與V-22魚鷹式傾斜旋翼機相同的勞斯萊斯AE1107C渦輪軸發動機提供動力，通過三台霍尼韋爾發電機發電驅動24個（前翼各3個、主翼18個）分佈式涵道風扇。該機使用“分佈式電力推進”，其中三台發電機可產生3兆瓦（4,023 馬力）的電力，相當於商用風力渦輪機，為驅動風扇的單獨馬達提供動力; 每個翼式風扇使用100kW電機，每個鴨式風扇使用70 kW電機。雷擊無人機的重量在10,000–12,000lb（4,500–5,400kg）之間，大約相當於UH-1Y毒液直升機，巡航速度超過300knots。